# گز (درخت)
گـَز یا گِز (نام علمی: Tamarix) سرده‌ای است از تیره گزیان. گز درختی شورپسند بومی مناطق خشک اوراسیا و آفریقاست و شامل ۵۵ گونه بوده که حدود ۳۵ گونهٔ آن در خاورمیانه و ۲۳ گونه از آن در ایران یافت می‌شود.

## پراکندگی در ایران

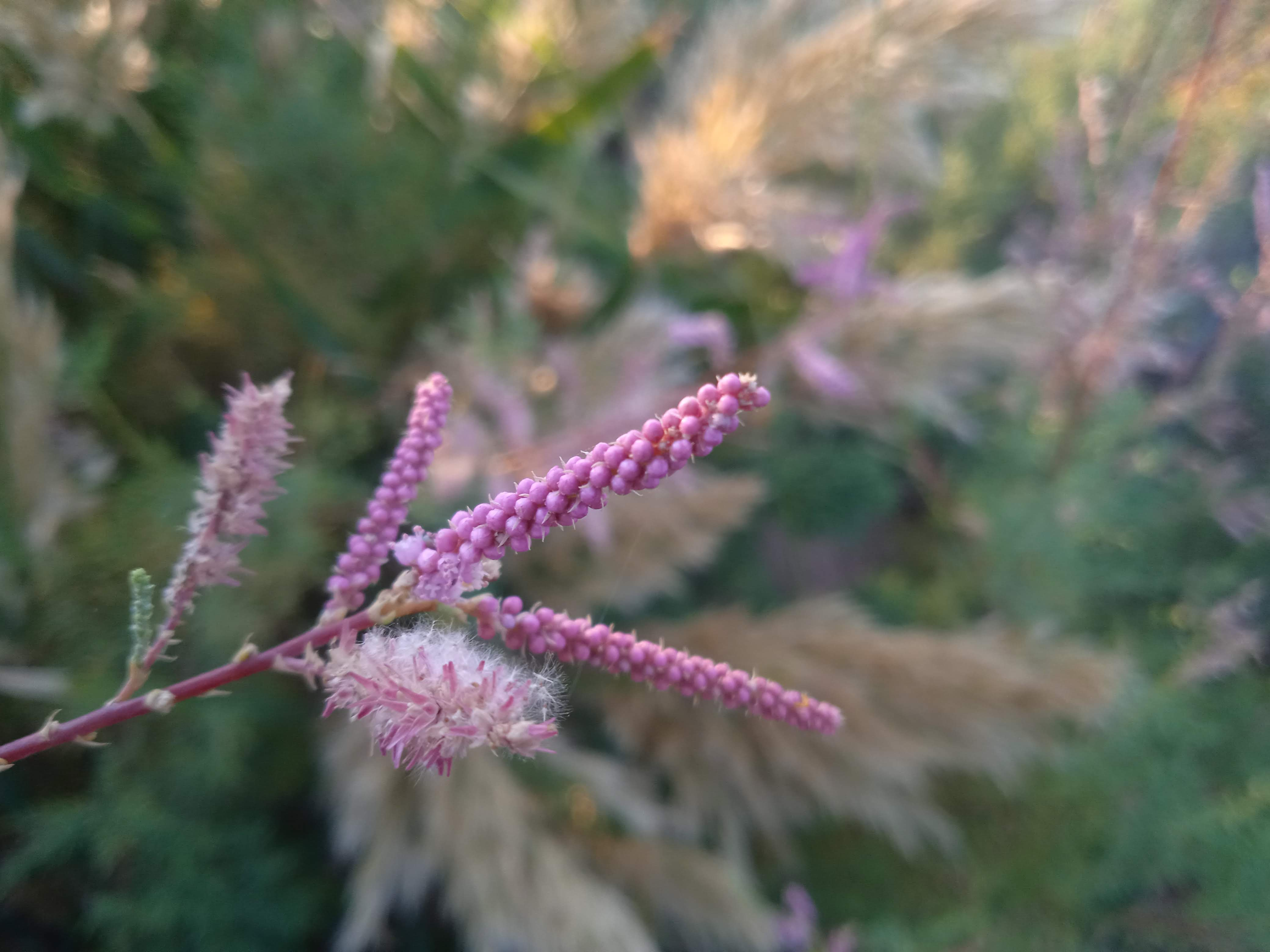
شکوفه درخت گز

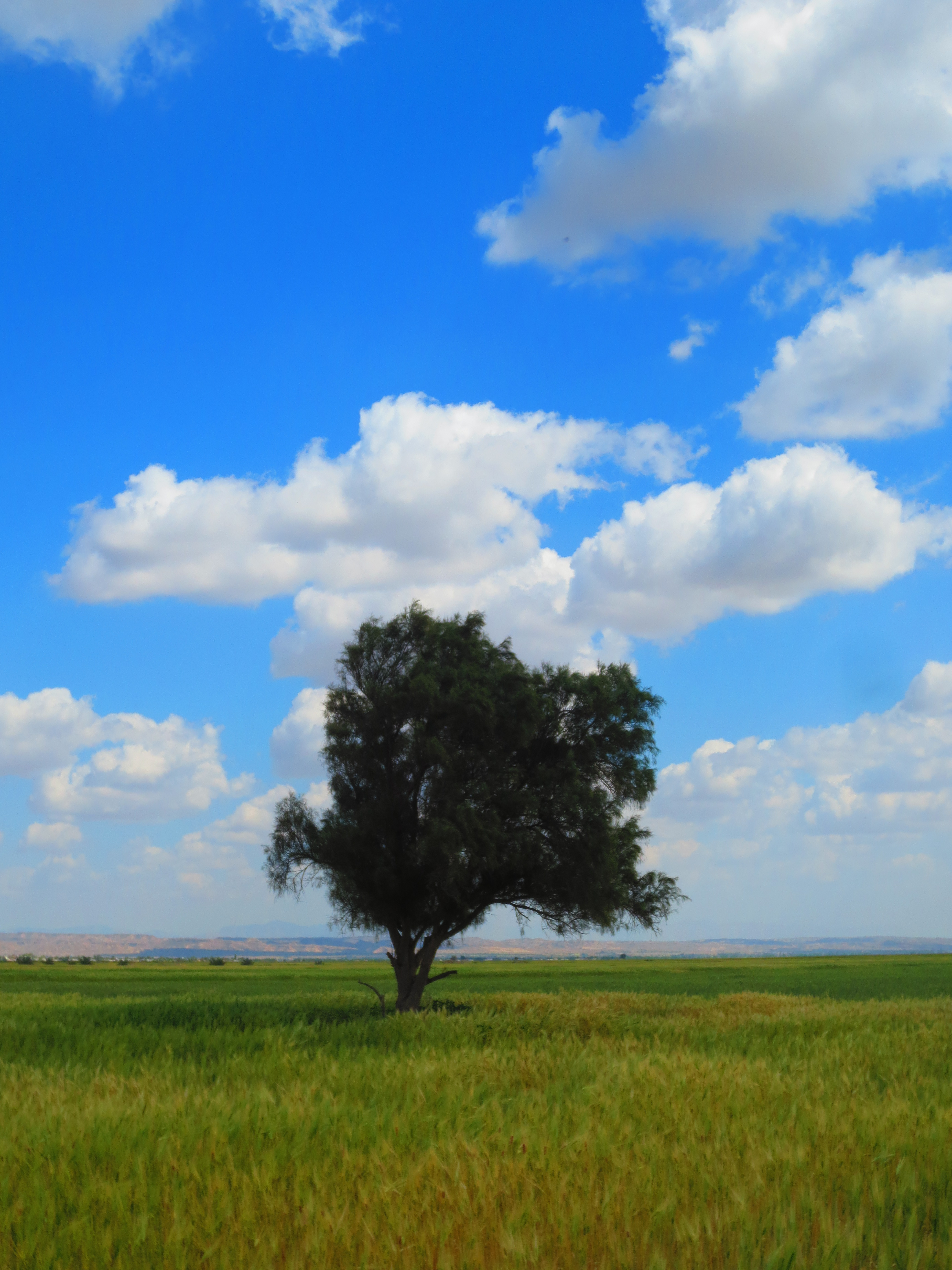
شاه‌گز کهنسال، بوشهر، روستای عطیبه

حدود ۲۳ گونه درخت گز در ایران می‌روید که مشهورترین آنها:
- شاه‌گز تنومندترین و کهنسالترین گونه که گاهی از ۱۵ متر هم فراتر می‌رود.
- کورگز (گز شاهی) نوع نسبتاً بلند اما باریکتر از شاه گز
- شورگز (گز سنبله بلند) در حواشی رودها ودره‌های شور می‌روید.
- یلقون (با اسم علمی تاماریکس پالازی) که در حوالی کرج یافت می‌شود.
- تاماریکس تتراندر که در حوالی شیراز می‌روید.
- تمیس که در جنگل‌های شمالی ایران دیده می‌شود.[۲]

شاه‌گز گونه خاص و مشهور گز در جنوب ایران، درختی است کهن‌سال، این درخت به علت رسیدن ریشه‌اش به آب سطحی زمین عمر طولانی دارد، گویند که در بعضی مناطق گرمسیر بیش از هزار سال عمر کرده است. غالباً بیشترین ارتفاع این درخت به ۱۰ تا ۱۵ متر می‌رسد. گز درختی است دارای برگ‌هایی باریک، نوک تیز و فشرده به هم و شورمزه دارد که حتی مورد تغذیه حیوانات نیز قرار نمی‌گیرد.

## گونه‌ها
| - شاه‌گز Tamarix stricta - گز سنبله باریک Tamarix leptopetala - کورگز Tamarix aphylla - گز آتشین Tamarix hispida - گز انگبین Tamarix gallica - گز پرشاخه Tamarix ramosissima - گز چینی Tamarix chinensis - گز گل‌ریز Tamarix parviflora - گز سنگالی Tamarix senegalensis - Tamarix africana - Tamarix alii - Tamarix amplexicaulis - Tamarix androssowii - Tamarix aralensis - Tamarix aravensis - Tamarix arceuthoides - Tamarix aucheriana - Tamarix austromongolica - Tamarix baluchistanica - Tamarix boveana - Tamarix brachystachys - Tamarix canariensis - Tamarix dalmatica - Tamarix dioica - Tamarix dubia - Tamarix duezenlii - Tamarix elongata - Tamarix ericoides - Tamarix eversmannii - Tamarix florida - Tamarix gansuensis - Tamarix gennessarensis - Tamarix gracilis - Tamarix hampeana - Tamarix hohenackeri - Tamarix indica - Tamarix jintaensis | - Tamarix jordanis - Tamarix karelinii - Tamarix kasakhorum - Tamarix kermanensis - Tamarix komarovii - Tamarix korolkowii - Tamarix kotschyi - Tamarix kutchensis - Tamarix laxa - Tamarix leptostachya - Tamarix litwinowii - Tamarix macrocarpa - Tamarix mascatensis - Tamarix meyeri - Tamarix mongolica - Tamarix negevensis - Tamarix nilotica - Tamarix octandra - Tamarix pakistanica - Tamarix palaestina - Tamarix passerinoides - Tamarix pycnocarpa - Tamarix sachensis - Tamarix salina - Tamarix sarenensis - Tamarix smyrnensis - Tamarix sultanii - Tamarix szowitsiana - Tamarix taklamakanensis - Tamarix tarimensis - Tamarix tenuissima - Tamarix tetragyna - Tamarix tetrandra - Tamarix usneoides |

## در شاهنامه
در نبرد رستم و اسفندیار، رستم، با راهنماییِ سیمرغ، با تیری از چوب درخت گز بر چشمِ اسفندیار زد.